# Clarice Benini
Pour les articles homonymes, voir Benini.
Clarice Benini est une joueuse d'échecs italienne née le 8 janvier 1905 à Florence et morte le 8 septembre 1976 à Rufina. Championne d'Italie en 1938 et 1939, elle fut deuxième du championnat du monde d'échecs féminin 1937 (derrière Vera Menchik et devant Sonja Graf) et neuvième du premier championnat du monde féminin de l'après-guerre en 1949-1950.
Elle reçut le titre de maître international féminin à la création du titre en 1950.